# Iona (Idaho)
Iona è una città degli Stati Uniti d'America, situata nello Stato dell'Idaho e in particolare nella Contea di Bonneville.